# Языческий империализм
Языческий империализм (итал. Imperialismo pagano) — философско-политический трактат и одна из главных работ итальянского философа-традиционалиста и идеолога неофашизма Юлиуса Эволы. Впервые книга была опубликована издательством Atanòr в 1928 году. Позднее работа была переведена на иностранные языки, включая и русский (первый перевод на русский был сделан Александром Дугиным в 1990 году). Труд оказал огромное влияние на традиционалистский дискурс в целом, а также на правое, в частности фашистское, движение, ориентированное на тексты традиционалистского дискурса.